# Гринфилд (Висконсин)
Гринфилд (енгл. Greenfield) град је у америчкој савезној држави Висконсин.

## Демографија
По попису из 2010. године број становника је 36.720, што је 1.244 (3,5%) становника више него 2000. године.
| Група             | 2000.          | 2010.          |
| Белци             | 32.512 (91,6%) | 30.590 (83,3%) |
| Афроамериканци    | 348 (1,0%)     | 857 (2,3%)     |
| Азијати           | 802 (2,3%)     | 1.425 (3,9%)   |
| Хиспаноамериканци | 1.376 (3,9%)   | 3.087 (8,4%)   |
| Укупно            | 35.476         | 36.720         |